# Tenemu
Tenemu a jeho ženský protějšek Tenemut jsou staroegyptští bohové, jeden ze čtyř párů Osmera z Chemenu. Jeho členové v tamním mytologicko-teologickém konceptu reprezentují stav preexistence světa, který předchází zrození stvořitelského boha (nejčastěji Atuma nebo Rea, případně Thovta nebo Amona). Tenemu a Tenemut, která, jak se zdá, je jen Tenemutovou ženskou obdobou, vyjadřují kvalitu neuspořádanosti přítomnou v kosmickém praoceánu.
V průběhu Střední říše byl pár ve skupině nahrazen Amonem a Amaunetou vyjadřujícími princip skrytosti, v Pozdní době se někdy na místě čtvrtého páru objevují Gerh a Gerhet chápaní jako vyjádření hloubky noci.

## Ostatní členové Osmera
Dalšími členy Osmera jsou bohové a bohyně:
- Nun a Naunet vyjadřující princip hloubky vod prvotního praoceánu,
- Heh a Hauhet představující beztvarost a bezmeznost nebytí, případně nekonečnost,
- Kuk a Kauket jako temnota.